# Yrjö Murto
Yrjö Aleksanteri Murto (né le 24 août 1899 à Revonlahti et mort le 17 décembre 1963 à Helsinki) est un homme politique finlandais,,. 

## Biographie
Né dans une famille de la classe ouvrière, Yrjö Murto devient ouvrier dans une scierie et adhère à la fois à l'Union finlandaise des travailleurs du bois (SPL) et au Parti communiste finlandais (SKP). 
En 1927, il devint président du syndicat (SPL) et, en 1930, il est brièvement président de la Confédération des syndicats finlandais (fi), à laquelle le syndicat s'est affilié. 
La Fédération et ses affiliés sont interdits et Yrjö Murto part en Union soviétique pour étudier à l'école internationale Lénine.
En 1935, Yrjö Murto retourne en Finlande , avec l'intention de reprendre ses activités politiques, mais il est arrêté et envoyé dans un camp d'internement et ne sera finalement libéré qu'en 1944 apres l'armistice de Moscou. 
Après sa libération, Yrjö Murto accède à des postes influents au SKP et au SKDL. 
Il est entre-autres, vice-président des deux partis. 
En tant que ministre des Transports, Yrjö Murto a placé Hella Wuolijoki au poste de directeur général d'YLE.
Yrjö Murto est député SKDL de la circonscription d'Oulu du 22 juillet 1948 au 17 décembre 1963.
Yrjö Murto est vice-ministre des Transports et des Travaux publics du gouvernement Paasikivi III (17.04.1945–26.03.1946) et vice-ministre du Bien-être public du gouvernement Pekkala (26.03.1946–29.07.1948).
Sa carrière dans le mouvement syndical se poursuit aussi.
Yrjö Murto est élu secrétaire général de l'Union internationale des syndicats des travailleurs du bâtiment, du bois et des matériaux de construction.